# Pastel de pandano

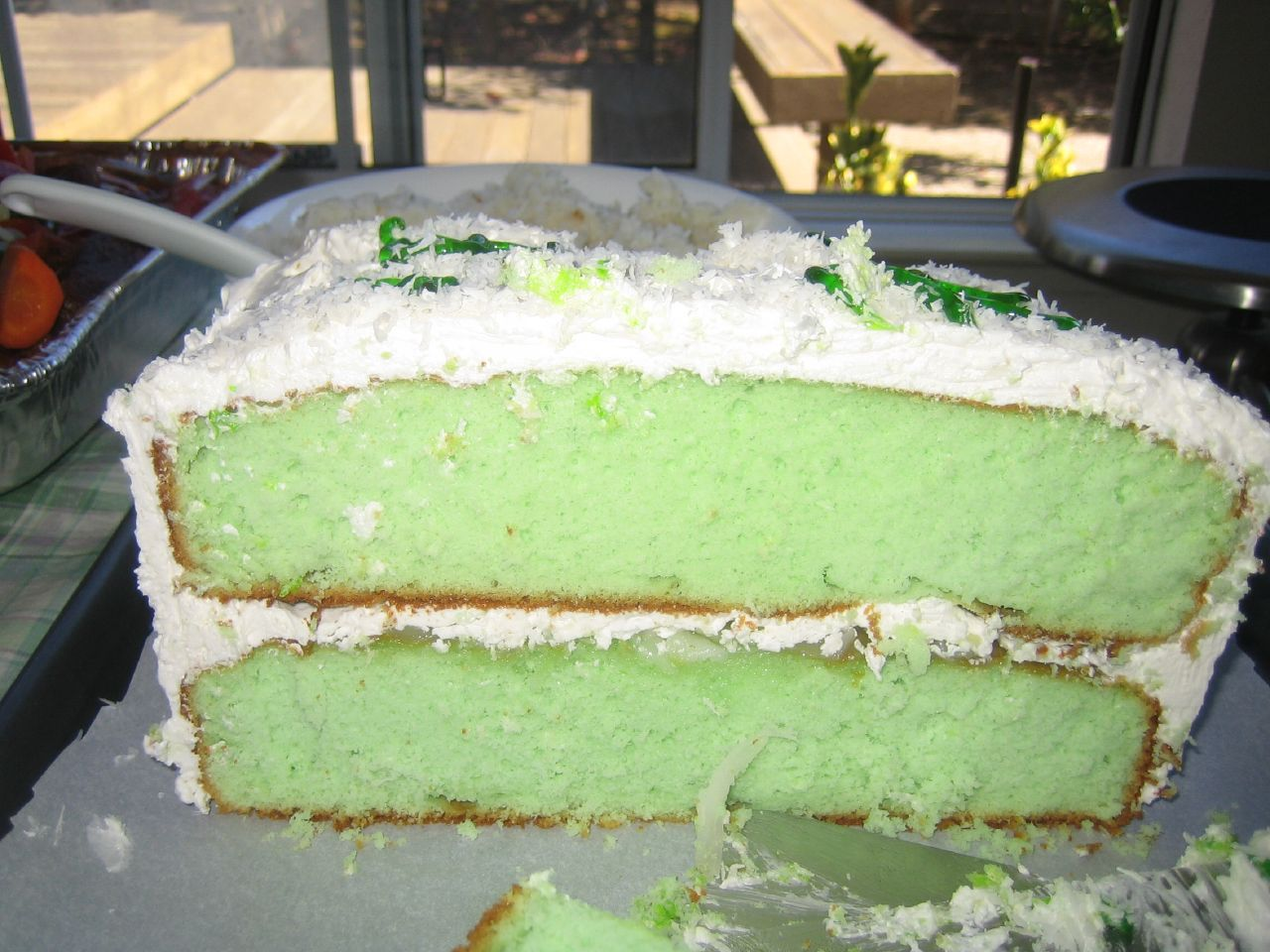
Pastel de pandano.

El pastel de pandano es un pastel ligero y esponjoso de origen malayo, pero que también se consume en Camboya, China, Filipinas, Hong Kong, Indonesia, Laos, Malasia, Singapur, Sri Lanka y Vietnam, es aromatizado con jugo de hoja de pandano, Tiene un color verde claro debido a la clorofila de este jugo. A veces también contiene un colorante alimentario verde para mejorar su color. En ocasiones el pastel no se hace con jugo de hoja sino que simplemente se aromatiza con extracto de pandano.
- Datos: Q7130487
- Multimedia: Pandan cake / Q7130487